# Mercedes Rossy
Mercedes Rossy (* 1961 in Barcelona; † 1995 ebendort) war eine spanische Jazzmusikerin (Piano, Komposition).

## Leben und Wirken
Rossy stammt aus einer Musikerfamilie; die Jazzmusiker Mario und Jorge Rossy sind ihre jüngeren Brüder. Sie lernte von Kind an klassisches Klavier. Von 1985 bis 1989 studierte sie in München, wo sie mit Harald Rüschenbaum das Album Rondo aufnahm. 1992 schloss sie ihr Studium an der Berklee School of Music in Boston ab. Sie tourte mit den Saxophonisten Mark Turner und Steve Wilson, Seamus Blake und Antonio Hart sowie dem Posaunisten Hal Crook und dem Schlagzeuger Leon Parker durch Europa und trat regelmäßig in New York auf. Rossy starb in Barcelona, Spanien, an Krebs. Mit dem Album The Music of Mercedes Rossy, das 1998 bei Fresh Sound New Talent erschien und neun ihrer Kompositionen enthält, leistete Turner gemeinsam mit ihren Brüdern Erinnerungsarbeit. George Colligan nahm ihre Titel The Newcomer und Some Like to Love More Than One auf eigenen Alben auf.